# Смертная казнь в секторе Газа
Смертная казнь в секторе Газа применяется с момента прихода в власти исламистов в 2007 году. Назначается за нарушение законов исламского права (убийство), продажу земли евреям и государственную измену. ХАМАС руководствуется уголовным кодексом Палестинской национальной администрации (ПНА), который предусматривает смертную казнь за ряд преступлений, однако в настоящее время в самой ПНА действует мораторий на смертную казнь. Палестинская национальная администрация, в оппозиции которой находится ХАМАС, осуждает применения смертной казни, ссылаясь на то, что подобные приговоры подлежат утверждению главой ПНА Махмудом Аббасом.

## История
По данным «Amnesty International», в течение 2014 года во время конфликта с Израилем в секторе Газа были казнены 23 палестинца. Правозащитники утверждали, что боевики ХАМАС проводили беспорядочные казни, в том числе для сведения счетов со своими политическими оппонентами под предлогом того, что те якобы сотрудничали с израильскими властями.
В апреле 2017 года боевики ХАМАС казнили трёх палестинцев, обвинённых в шпионаже в пользу Израиля. Троих мужчин в возрасте 32, 42 и 55 лет повесили во внутреннем дворе штаб-квартиры полиции в присутствии командиров ХАМАС.